# Đứt gãy mở rộng

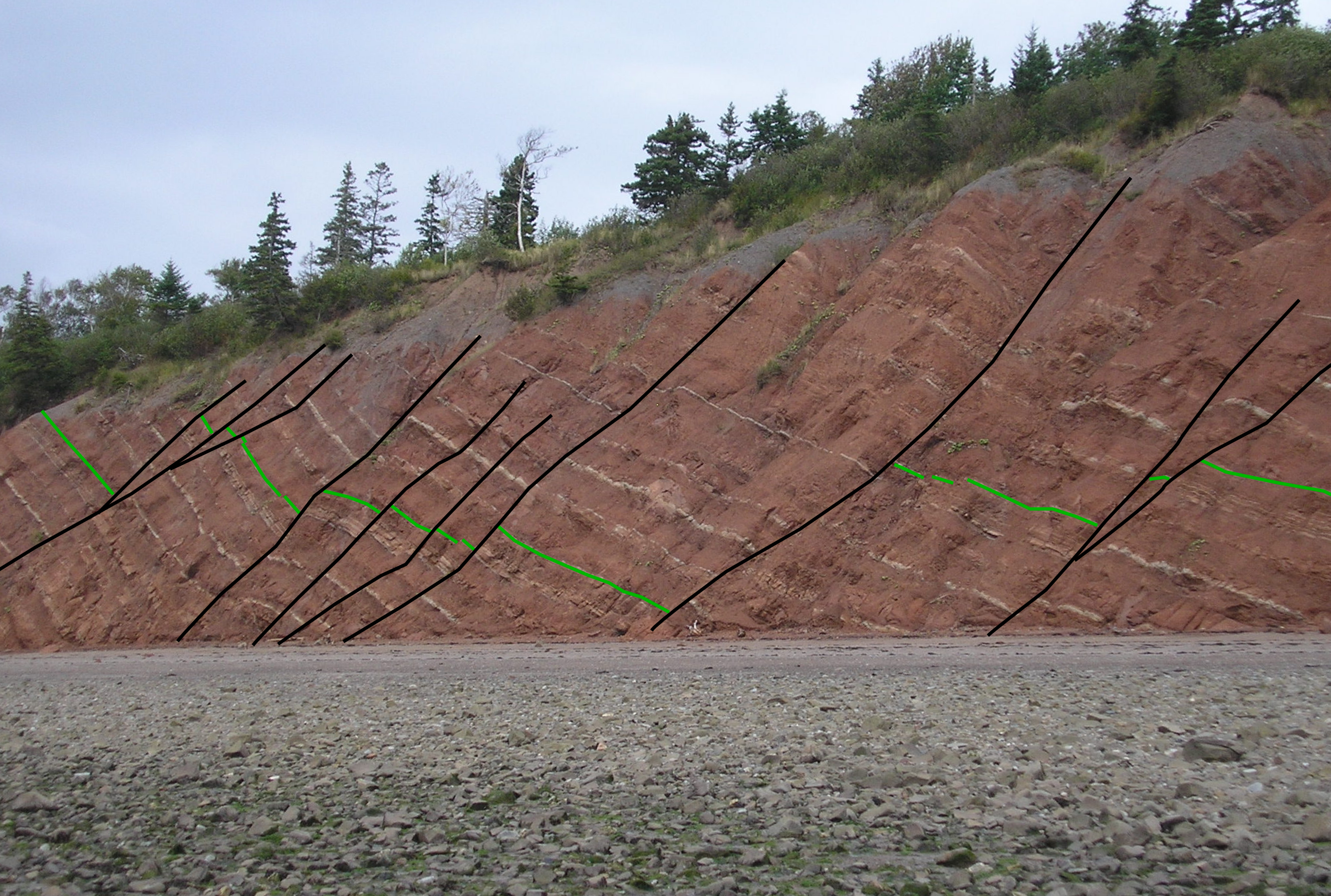
Mảng các đứt gãy mở rộng cắt các lớp đá Hệ tầng Blomidon từ Trias đến Hạ Jura, gần Clarke Head, Minas Basin North Shore, Nova Scotia, vị trí của các đứt gãy được đánh dấu bằng màu đen, marker bed được đánh dấu bằng màu xanh lá cây

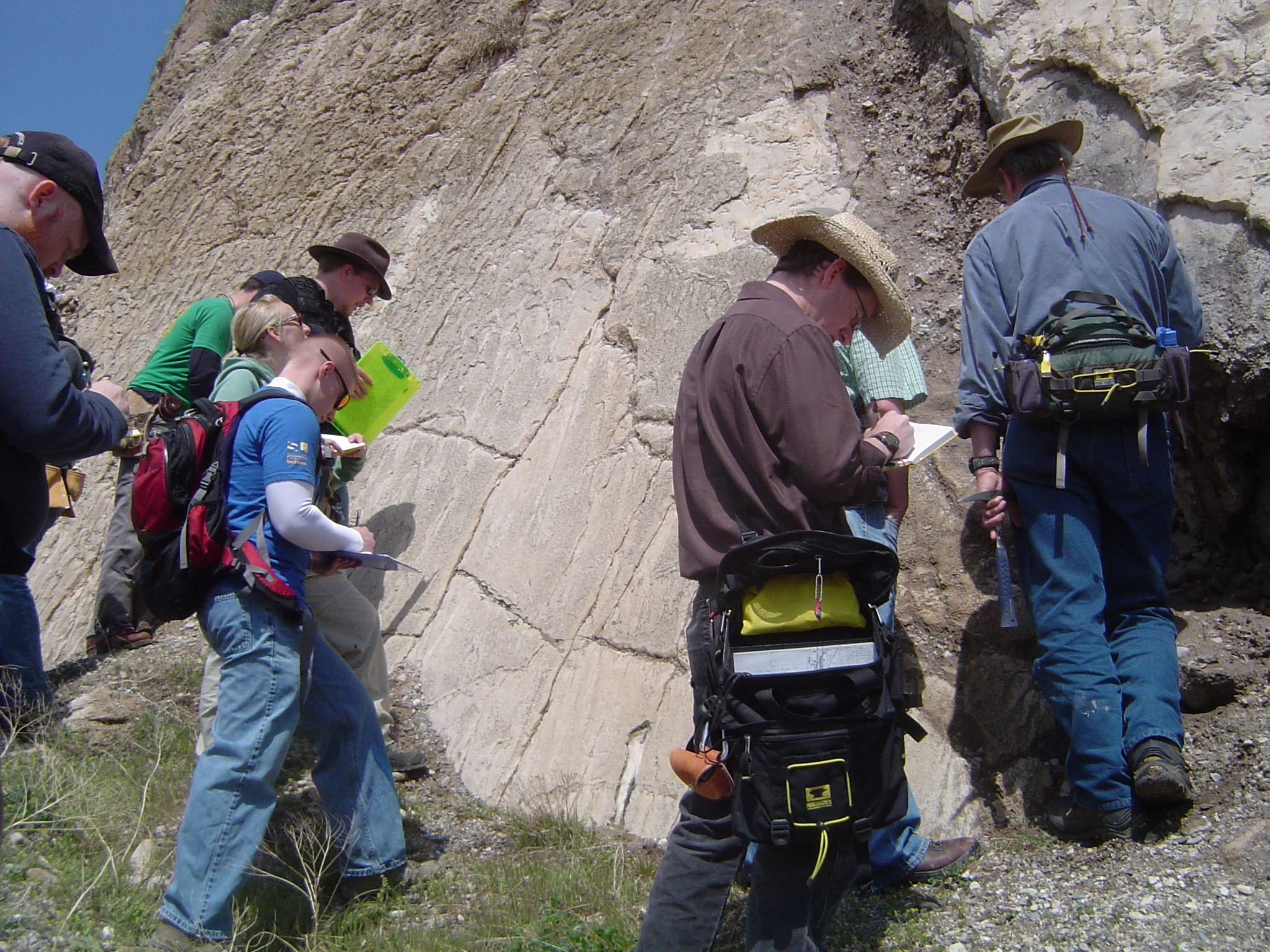
Các học sinh đang xem xét một đứt gãy mở rộng

Đứt gãy mở rộng là một loại đứt gãy được tạo ra bởi sự kéo dãn của lớp vỏ Trái đất.